# 乌伊迪乌莱
乌伊迪乌莱（法語：Ouilly-du-Houley，法語發音：[uji dy ulɛ] ⓘ）是法国卡尔瓦多斯省的一个市镇，属于利雪区。

## 地理
乌伊迪乌莱（49°10'3"N, 0°19'49"E）面积8.92 平方千米，位于法国诺曼底大区卡爾瓦多斯省，该省份为法国西北部沿海省份，北濒大西洋英吉利海峡，东北与滨海塞纳省以海上边界相接，东临厄尔省，南至奧恩省，西与芒什省接壤。
与乌伊迪乌莱接壤的市镇（或旧市镇、城区）包括：菲尔福勒、菲米雄、埃米瓦勒莱沃、马罗勒、穆瓦约。

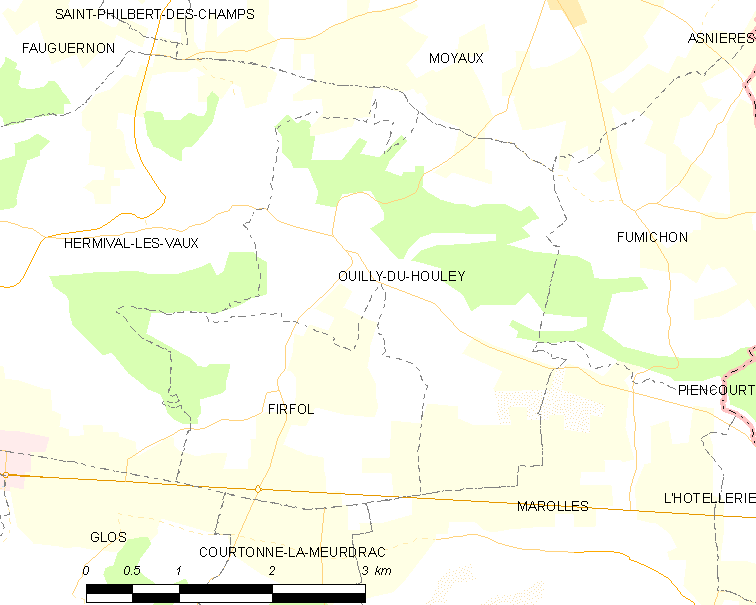
乌伊迪乌莱的OSM定位图

乌伊迪乌莱的时区为UTC+01:00、UTC+02:00（夏令时）。

## 行政
乌伊迪乌莱的邮政编码为14590，INSEE市镇编码为14484。

## 政治
乌伊迪乌莱所属的省级选区为蓬莱韦克县。

## 人口

1962-2008年间乌伊迪乌莱人口变化图示

乌伊迪乌莱于2022年1月1日时的人口数量为254人。
乌伊迪乌莱人口变化图示
| 数据来源：INSEE |